# 달팽이 (해부학)

달팽이의 단면

달팽이(cochlea) 또는 와우(蝸牛)는 청각에 관여하는 속귀의 일부이다.
달팽이관(cochlear duct) 또는 와우관은 달팽이 내부의 내림프가 채워진 공간이다.

## 역사
달팽이관의 영어 낱말 cochlea는 나선형 모양에 빗대어, 달팽이 껍데기를 뜻하는 라틴어 낱말에서 온 것으로, 이 낱말은 그리스어 낱말 κοχλίας(kokhlias, 달팽이)에서 왔고 이는 κόχλος(kokhlos, 소용돌이 껍데기)에서 비롯된 것이다. 달팽이관은 단공류 동물을 제외한 포유동물에서 나선형 모양으로 되어 있다.

## 같이 보기
- 달팽이관
- 달팽이신경
- 청각
- 속귀
- 코르티 기관 (나선기관)
- 이석 (생물학)